# Christoph Kreutzmüller

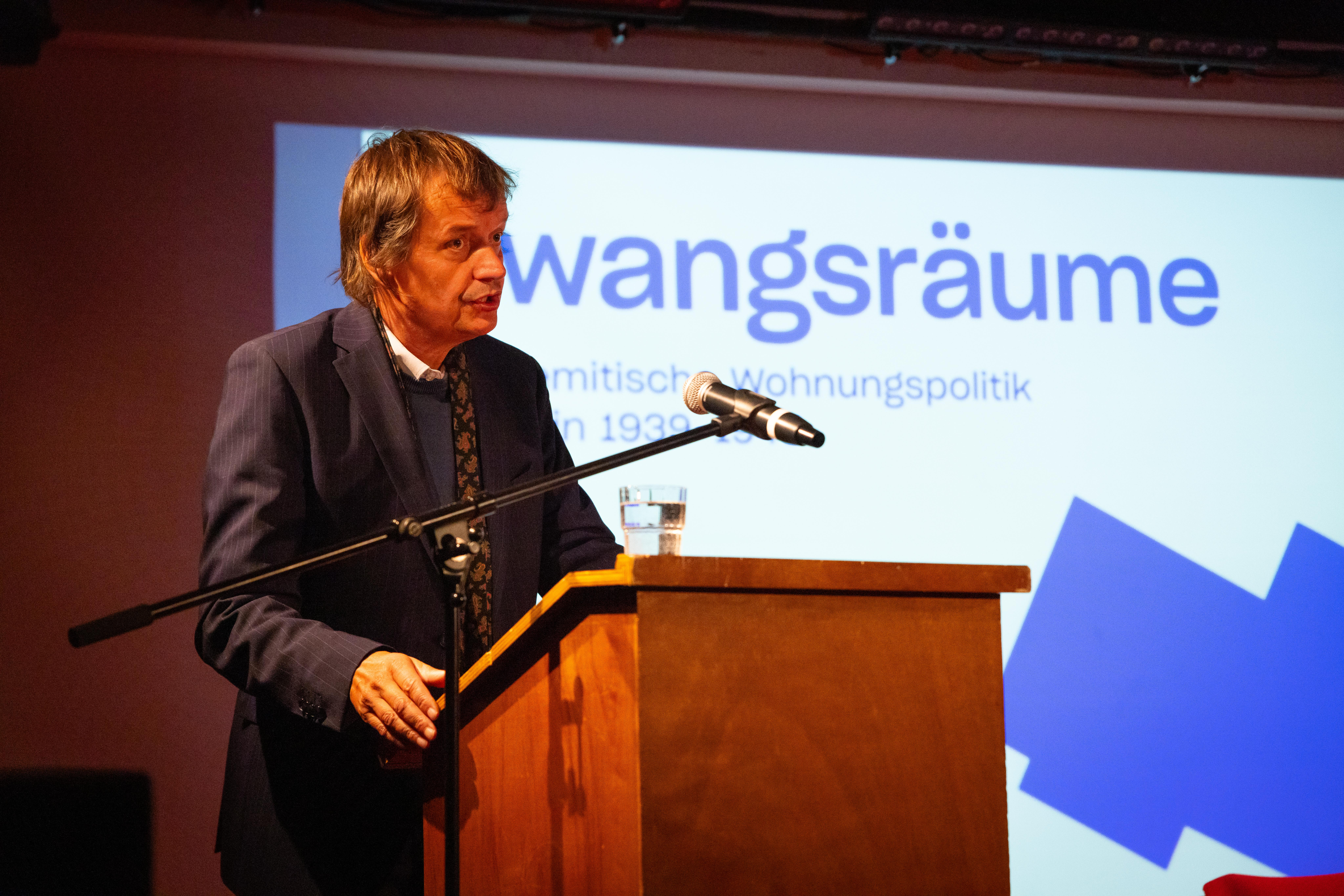
Christoph Kreutzmüller (2023)

Christoph Kreutzmüller (* 10. Mai 1968 in Bad Oeynhausen) ist ein deutscher Historiker, Kurator und Vorsitzender des Vereins Aktives Museum Faschismus und Widerstand in Berlin e. V.

## Leben
Der gelernte Sparkassenkaufmann absolvierte zunächst einen Zivilersatzdienst bei Aktion Sühnezeichen Friedensdienste (im Joods Historisch Museum in Amsterdam) und ein Lehramtsstudium in Berlin und Großbritannien. Nach dem Ersten Staatsexamen wechselte er an die Humboldt-Universität, an den Lehrstuhl für Zeitgeschichte (Ludolf Herbst). 2004 wurde er dort mit einer Untersuchung zur Geschichte der deutschen Großbanken am Finanzplatz Amsterdam (1919–1945) promoviert. Das folgende große Forschungsprojekt zur Vernichtung der jüdischen Gewerbetätigkeit in Berlin schloss er 2012 mit der Studie Ausverkauf. Die Vernichtung der jüdischen Gewerbetätigkeit in Berlin 1930–1945 ab. Das Buch wurde mit dem Börsenpreis des deutschen Buchhandels prämiert und in der Folge unter dem Titel Final Sale in Berlin auch in Englisch veröffentlicht. Die der Arbeit zu Grunde liegende Datenbank Database of Jewish-Owned Businesses in Nazi Berlin konnte 2019–2022 überarbeitet werden. Die parallel erarbeitete Ausstellung Verraten_und_Verkauft wurde u. a. im Leo Baeck Institut in New York sowie der Hebrew University in Jerusalem gezeigt.
Zusammen mit Michael Wildt war Christoph Kreutzmüller auch an der Vorbereitung und Konzeption des Berliner Themensjahrs Zerstörte Vielfalt. Berlin 1933-1938-1945 beteiligt. In den folgenden Jahren hat er sich vor allem der Fotogeschichte zugewandt und 2019 mit Tal Bruttmann und Stefan Hördler die Studie Die Inszenierung des Verbrechens. Ein Album aus Auschwitz vorgelegt, das als „Meilenstein“ der Fotoanalyse gilt und 2023 bei Le Seuil in Französisch erschienen ist. Eine englische Ausgabe ist in Vorbereitung. Als Co-Leiter erschließt er seit 2022 im Verbundprojekt Last Seen Fotos der NS-Deportationen. 2024 gewann dieses Projekt den Grimme Online Award, Das unter Federführung von Kreutzmüller entwickelte Last Seen Entdeckungsspiel Spiel gewann derweil den Digamus Award.
Im Kuratorenteam war Kreutzmüller zwischen 2015 und 2019 für den Bereich „Katastrophe. Die Reaktionen der deutschen Juden auf den NS“ in der neuen Dauerausstellung des Jüdischen Museums in Berlin verantwortlich. Seit 2013 ist er wissenschaftlicher Mitarbeiter der pädagogischen Abteilung der Gedenk- und Bildungsstätte Haus der Wannsee-Konferenz. Zwischenzeitlich war er von seiner Position beurlaubt und übernahm in dieser Zeit als Kurator die Vorbereitung des Segments „Katastrophe“ für die neue Dauerausstellung des Jüdischen Museums Berlin. Später kuratierte er die Ausstellung Gurs 1940 Zwischen 2009 und 2019 war er zudem wissenschaftlicher Begleiter und Berater des Berlin Seminar, Truth Remembrance Justice der Robert Bosch Stiftung. Seit 2009 ist er Berater der Stiftung Warburg Archiv, Hamburg und seit 2017 Vorsitzender des Aktiven Museum Faschismus und Widerstand in Berlin e. V und seit 2017 Vorstandsvorsitzender des Vereins Aktives Museum Faschismus und Widerstand.
Kreutzmüller spielt im Film Cafe Nagler von Mor Kaplansky und Yariv Barel (2015) mit und ist Sänger und Gitarrist der Berliner Garage-Rockband The Act.

## Veröffentlichungen
- Staging a Boycott: Photographs of the Nazi Attack on Jewish-Owned Businesses in April 1933[21]
- 9. November 1938. Das Datum der endgültigen Grenzüberschreitung[22]
- mit Tal Bruttmann und Stefan Hördler: Die Fotografische Inszenierung des Verbrechens. Ein Album aus Auschwitz, Bonn² 2020.
- Hg. mit Jonathan Zatlin: Dispossession. Robbing German Jewry 1933–1953[23]
- mit Dorothea Hauser: Carl Melchior. Jüdischer Vorkämpfer eines europäischen Friedens, Hamburg 2019.
- mit Jana Fritsche: Eine Topographie der Gewalt, Übergriffe auf Jüdinnen und Juden im Deutschen Reich 1930–1938. In: Zeitschrift für Geschichtswissenschaft. 6/2020, S. 493–517.
- Printed under Pressure. Newspaper advertisements of Jewish-owned businesses in Germany 1933–1942, Jerusalem 2018.
- Photographing Bystanders, in: Christina Morina/Krijn thijs (Hg.), Probing the Limits of Categorization. The Bystander in Holocaust History, New York/Oxford 2018, S. 131–147
- mit Julia Werner: Fixiert. Fotografische Quellen zur Verfolgung und Ermordung der Juden in Europa. Eine pädagogische Handreichung, Berlin² (Bonn) 2016 – Schwedisch unter: Fixerat. Vad berättar bilden? Fotografiska källor till förföljelsen och folkmordet på judar i Europa. En pedagogisk handledning, Stockholm 2012.
- Hg. mit Magnus Brechtken, Hans-Christian Jasch, Niels Weise: Die Nürnberger Gesetze. 80 Jahre danach. Vorgeschichte. Entstehung. Auswirkung, Göttingen 2017
- Hg. mit Hans-Christian Jasch: Die Teilnehmer. Die Männer der Wannsee-Konferenz, Berlin 2017.
- Hg. mit Michael Wildt: Berlin 1933–1945, München 2013.
- Ausverkauf. Die Vernichtung der jüdischen Gewerbetätigkeit in Berlin 1930–1945, Berlin 2012 (2. Auflage Berlin 2013); ISBN 978-3-86331-080-6 Englisch unter: Final Sale in Berlin. The destruction of Jewish commercial activity 1930–1945, New York/Oxford 2015 (2. Auflage New York/Oxford 2017), ISBN 978-1-78533-512-9.
- mit Bjoern Weigel: Kristallnacht? Bilder der Novemberpogrome 1938 in Berlin, Berlin 2013.
- mit Hermann Simon und Elisabeth Weber: Ein Pogrom im Juni. Fotos antisemitischer Schmierereien in Berlin 1938, Berlin 2013.
- mit Björn Weigel: Nissim Zacouto. Jüdischer Wunderknabe und türkischer Teppichgroßhändler, Berlin 2010 – Türkisch unter: Nesim Zacouto. Mucize yahudi çocuğlu türk hali tüccari, Berlin 2010 – English unter: Nissim Zacouto. Oriental Carpet Wholesaler and miraculous survivor, Berlin 2011.
- Händler und Handlungsgehilfen. Die deutschen Großbanken am Finanzplatz Amsterdam 1919–1945, Stuttgart 2005.
- mit Elke Gryglewski: Führeinander, Ein didaktisches Konzept zur arbeitsteiligen, wechselseitigen Führung durch die Dauerausstellung im Haus der Wannsee-Konferenz zum Thema Juden unter nationalsozialistischer Herrschaft – Entrechtung, Vertreibung Vernichtung, Berlin 2000.

## Belege
1. ↑  Christoph Kreutzmüller: Lili-Jacob-Album: Wie SS-Fotografen die Ankunft in Auschwitz inszenierten. In: Der Spiegel. 26. Januar 2020, ISSN 2195-1349 (spiegel.de [abgerufen am 3. Juli 2025]).
2. ↑  Lida Barner: Ausverkauf: Die Vernichtung der jüdischen Gewerbetätigkeit in Berlin 1930-1945 by Christoph Kreutzmüller (review). In: Journal of Jewish Identities. Band 6, Nr. 2, 2013, ISSN 1946-2522, S. 111–1136 (jhu.edu [abgerufen am 3. Juli 2025]).
3. ↑  Geisteswissenschaften International: 16 Werke ausgezeichnet / Preis zur Förderung exzellenter geistes- und sozialwissenschaftlicher Publikationen an Inge Hinterwaldner / Weitere 15 Werke ausgezeichnet, auf verbaende.com
4. ↑  Final Sale in Berlin: The Destruction of Jewish Commercial Activity, 1930-1945. Abgerufen am 3. Juli 2025.
5. ↑  Database of Jewish-Owned Businesses in Nazi Berlin, auf dbjb.hypotheses.org/
6. ↑  Final Sale - Aktives Museum. Abgerufen am 3. Juli 2025.
7. ↑  Verraten und verkauft - Aktives Museum. Abgerufen am 3. Juli 2025.
8. ↑  Zerstörte Vielfalt. Berlin im Nationalsozialismus im Rahmen des Kulturprojektes "Themenjahr 2013" des Berliner Senats, auf geschichte.hu-berlin.de
9. ↑  Un album d'Auschwitz | Comment les nazis ont photographié leurs crimes, auf seuil.com
10. ↑   Annette Vowinckel in Medaon – Magazin für jüdisches Leben in Forschung und Bildung: Rezension | Tal Bruttmann, Stefan Hördler, Christoph Kreutzmüller: Die fotografische Inszenierung des Verbrechens. Ein Album aus Auschwitz (PDF) auf medaon.de, abgerufen am 31. Januar 2023
11. ↑  Forschungsprojekt #LastSeen, auf selma-stern-zentrum.de, abgerufen am 13. Januar 2024
12. ↑  #LastSeen. Bilder der NS-Deportationen. grimme-online-award.de, abgerufen am 7. November 2024 (deutsch).
13. ↑  #lastseen Game | DigAMus Award. Abgerufen am 7. November 2024.
14. ↑  Vita Christoph Kreutzmüller, auf geschichte.hu-berlin.de, abgerufen am 31. Januar 2023
15. ↑  GURS 1940 - Unser Team. Abgerufen am 3. Juli 2025.
16. ↑  kkaiser: Hinweis auf Vortrag: Fast ein Blitzlichtgewitter. Die Fotos der Deportationen nach Gurs vom Oktober 1940 (KZ Gedenkstätte Osthofen) am 17.11.2022, 18.00 Uhr – Verband der Geschichtslehrerinnen und -lehrer. 10. November 2022, abgerufen am 3. Juli 2025.
17. ↑  Fundament für den Frieden (Memento vom 26. Mai 2022 im Internet Archive), auf bosch-stiftung.de
18. ↑  Vorstand - Aktives Museum. Abgerufen am 3. Juli 2025.
19. ↑  Vita. Abgerufen am 3. Juli 2025.
20. ↑  Christoph Kreutzmüller bei Discogs
21. ↑   Holocaust and Genocide Studies, 2024
22. ↑   Bundeszentrale für politische Bildung, 2023
23. ↑   Ann Arbor 2020

| Personendaten    | Personendaten                    |
| ---------------- | -------------------------------- |
| NAME             | Kreutzmüller, Christoph          |
| KURZBESCHREIBUNG | deutscher Historiker und Kurator |
| GEBURTSDATUM     | 10. Mai 1968                     |
| GEBURTSORT       | Bad Oeynhausen                   |